# IC 3818
IC 3818 ist eine Spiralgalaxie vom Hubble-Typ S im Sternbild Comae Berenices am Nordsternhimmel, die schätzungsweise 1025 Millionen Lichtjahre von der Milchstraße entfernt ist.
Das Objekt wurde am 27. Januar 1904 von Max Wolf entdeckt.